# マリア (シチリア女王)
マリア（Maria, 1363年7月2日 - 1401年5月25日）は、シチリア女王（在位：1377年 - 1401年）。フェデリーコ3世と最初の妃コスタンツァ（アラゴン王ペドロ4世の娘）の娘で相続人。

## 生涯
1377年、マリアがまだ若い時に父フェデリーコが死んだため、シチリア王国は事実上4つの有力貴族の家系に支配されるようになった。1390年、マリアはアラゴンへ連れて行かれ、母方の従弟でアラゴン王フアン1世の甥である若マルティンと結婚した。1392年、若マルティンとその父・老マルティン（後のアラゴン王マルティン1世）はマリアを伴ってシチリアへ侵攻し、対立していた貴族たちを破った。以後若マルティン（マルティーノ1世）は1401年までマリアの共同君主としてシチリアを治めた。マリアの死後、1372年にバルセロナ家とアンジュー家との間で結ばれていたヴィルヌーヴ条約を無視し、マルティーノ1世は単独のシチリア王として支配を続けた。